# Surveillance
Surveillance (Brasil: Sob Controle ) é um filme de suspense produzido independentemente nos Estados Unidos, dirigido por Jennifer Lynch e lançado em 2008.